# بول ميلساب
بول ميلساب (بالإنجليزية: Paul Millsap)‏ مواليد 10 فبراير 1985، هو لاعب كرة سلة أمريكي يلعب مع فريق أتلانتا هوكس في الرابطة الوطنية لكرة السلة ويحمل الرقم 4. يبلغ طوله 6 قدم 8 بوصة (2.0 م).

## فرق لعب لها
- يوتاه جاز
- أتلانتا هوكس

## روابط خارجية
- بول ميلساب على موقع إن بي أي (الإنجليزية)
- بول ميلساب على موقع سبورتس رفرنس (الإنجليزية)
- بول ميلساب على موقع كرة السلة الأوروبية.كوم (الإنجليزية)
- بول ميلساب على موقع إي إس بي إن.كوم (الإنجليزية)
- بول ميلساب على موقع كلية كرة السلة في سبورتس رفرنس.كوم (الإنجليزية)
- بول ميلساب على موقع ريلجم (الإنجليزية)
- بول ميلساب على موقع بروبوليرز (الإنجليزية)